# Глядовичский сельсовет
Глядовичский сельсовет — упразднённая административная единица на территории Мостовского района Гродненской области Белоруссии.

## Состав
Глядовичский сельсовет включал 13 населённых пунктов:
- Богатыревичи — деревня.
- Глядовичи — деревня.
- Грушевка — деревня.
- Дубровляны — деревня.
- Жиличи — деревня.
- Кухари — деревня.
- Машталеры — деревня.
- Мешетники — деревня.
- Миневичи — деревня.
- Понижаны — деревня.
- Стрельцы — деревня.
- Хомичи — деревня.
- Щербовичи — деревня.

## Социальная сфера
Образование: ГУО «Глядовичский детский сад», ГУО «Машталерская общеобразовательная базовая школа».
Медицина: Глядовичский и Стрелецкий фельдшерско-акушерские пункты.
Культура: Глядовичский и Стрелецкий сельские клубы, Глядовичская и Стрелецкая сельские библиотеки.

## Памятные места
На территории сельсовета находятся два воинских захоронения.

## Достопримечательности
Храм Покрова Пресвятой Богородицы в деревне Понижаны.